# Поморянский замок
Поморя́нский за́мок — памятник истории и архитектуры в посёлке Поморяны (Золочевский район, Львовская область, Украина).

## История
Замок построен в юго-западной части Поморян на невысоком холме и был прикрыт с трех сторон прудами, болотами и водами рек Золотая Липа и Махновка. 
Замок играл важную роль как оборонительное сооружение во время неоднократных нападений румын, татар и турок на галицкие земли. 
Первоначальное замок представлял собой четырехугольное в плане двухэтажное сооружение с круглыми краеугольными башнями и небольшим внутренним двором. Въезд в замок осуществлялся по подъемному мосту через ворота в центре северного крыла. Замок был окружён рвом, который заполнялся водой из реки Золотая Липа, и рядом оборонительных стен.
Основатель замка назвал его «Корабом». В документе, датированном 1497 годом, упоминается, что Николай Свинка был владельцем села и замка Поморян. Замок при нем был построен из дерева. В 1498—1506 Поморяны и замок были уничтожены, а затем вновь отстроены. В первой половине XVI века замок построили из камня по приказу подольского воеводы Яна из Сиены. Поморянский замок был любимым местом пребывания короля Яна Собеского.
В середине XVII века Поморяны и замок разгромлены восставшими украинскими крестьянами и казаками. В 1675 его разрушили турки, а в 1684 — татары. К 1690 году замок был вновь восстановлен.
С первой половины XVIII века сооружение приходит в запустение и постепенно разрушается. В конце XVIII века Эразм Прушинский отреставрировал и приспособил два крыла замка под жилые помещения. При этом южное крыло замка разрушилось, а ворота с башней, а также западное и северное крылья и три башни были разобраны. Последними хозяевами замка до присоединения Галиции к советской Украине в 1939 году были Потоцкие. 
После Второй мировой войны в замке разместили училище. В конце 1970-х училище отселили и с тех пор замок не использовался.

## Современное состояние
После многих перестроек и долгого периода запустения Поморянский замок потерял свой первоначальный вид и находится в аварийном состоянии. 
Сохранились два двухэтажных крыла, восточное с круглой башней и южное с галереей. Самое старое — восточное крыло с круглой четырёхъярусной башней. Более поздний корпус, южный, имеет открытую галерею со стороны двора, достроенную в XVIII—XIX веках. В круглой башне с шатровой крышей устроена лестница, ведущая на второй этаж. В стенах башни сохранились бойницы, размещенные в четырёх уровнях; бойницы имеются также в первом этаже восточного корпуса. Помещения восточного корпуса на первом этаже перекрыты крестовыми и цилиндрическими сводами. Южный корпус со стороны двора оформлен двухъярусной открытой галереей с лестницей в центре. Нижний ярус решен в виде аркады, кровлю над галереей поддерживают колонны тосканского ордера. Окна верхних этажей обрамлены белокаменными наличниками с треугольными сандриками. Поморянский замок реставрировали в 1978 году под руководством архитекторов Л. М. Дмитровича и Л. Л. Аленаускине.
С северо-восточной стороны от замка расположено одноэтажное хозяйственное сооружение. Кровля замка сильно повреждена. Штукатурка на внешней частично сохранилась, в стенах трещины и вывалы.
Общая площадь застройки замка — 1206,00 м²; общая площадь помещений замка — 1465,60 м² (включая подвалы и чердаки — 2509,60 м²).
После проведения реконструкции в замке планировалось разместить Всеукраинский дом престарелых для творческих работников.
К 2010 году замок находится в аварийном состоянии: летом 2008 года стык двух крыльев замка рухнул, разбирается каменный забор.
В 2020 году начаты ремонтно-реставрационные работы

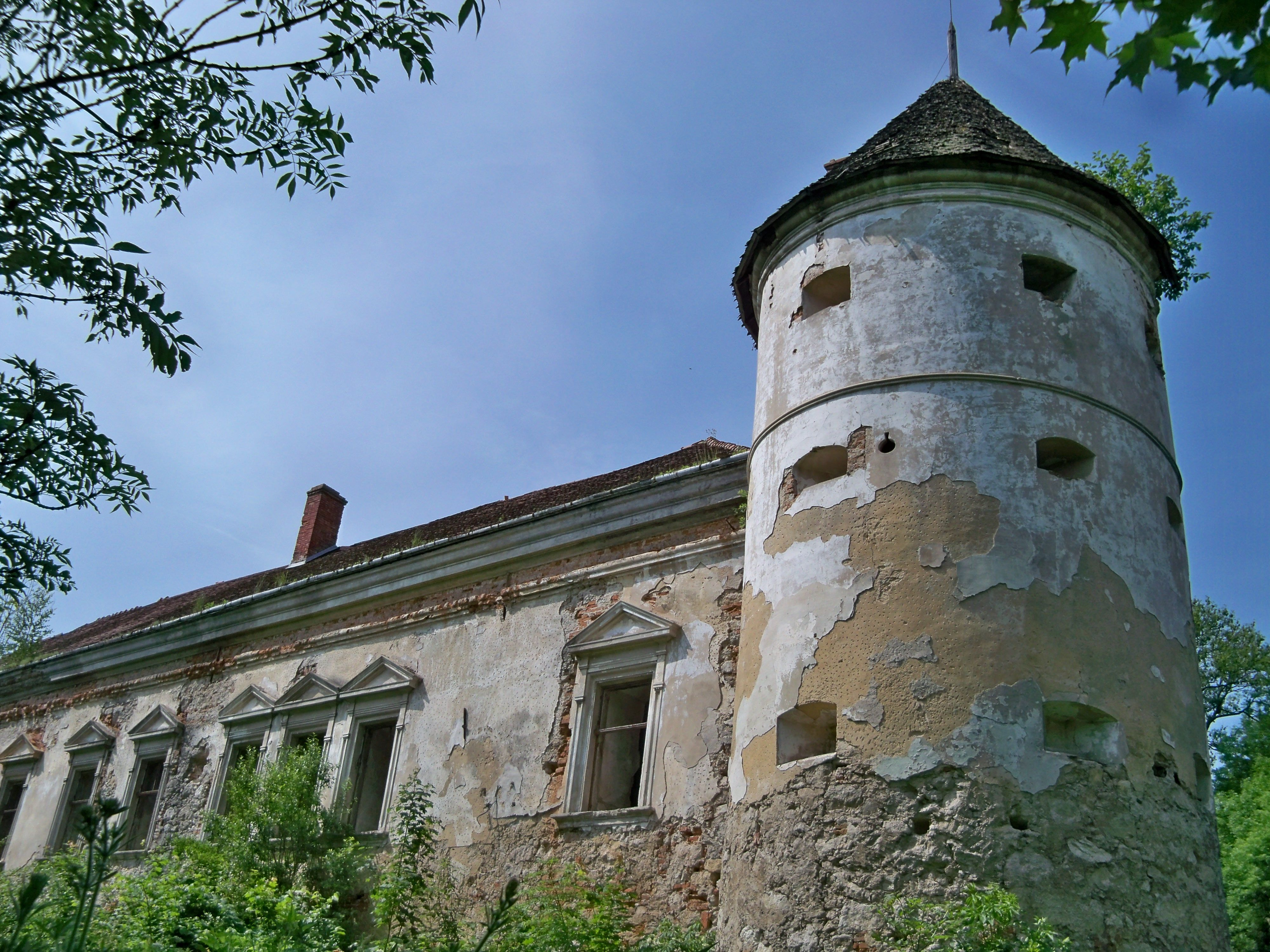
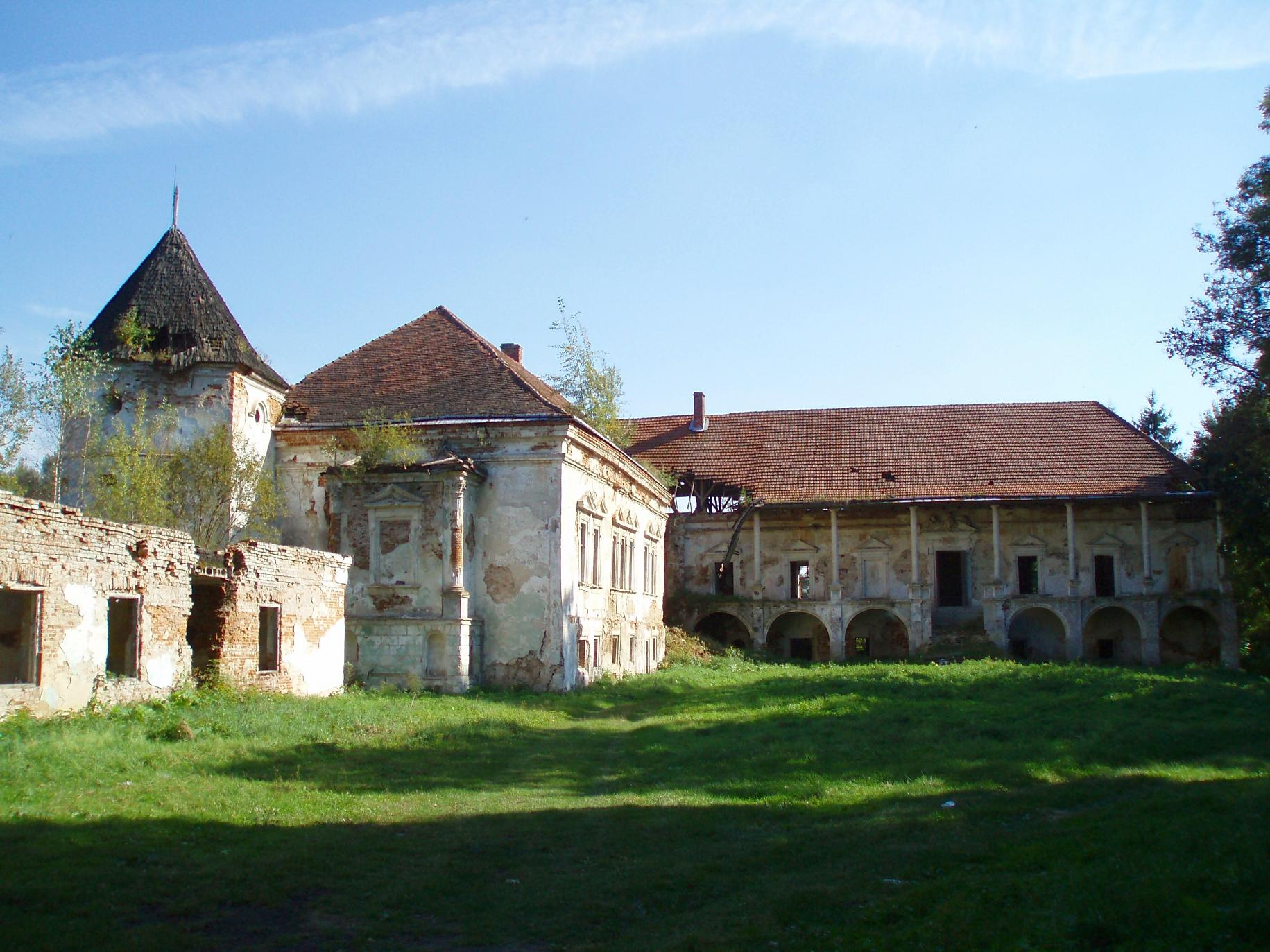
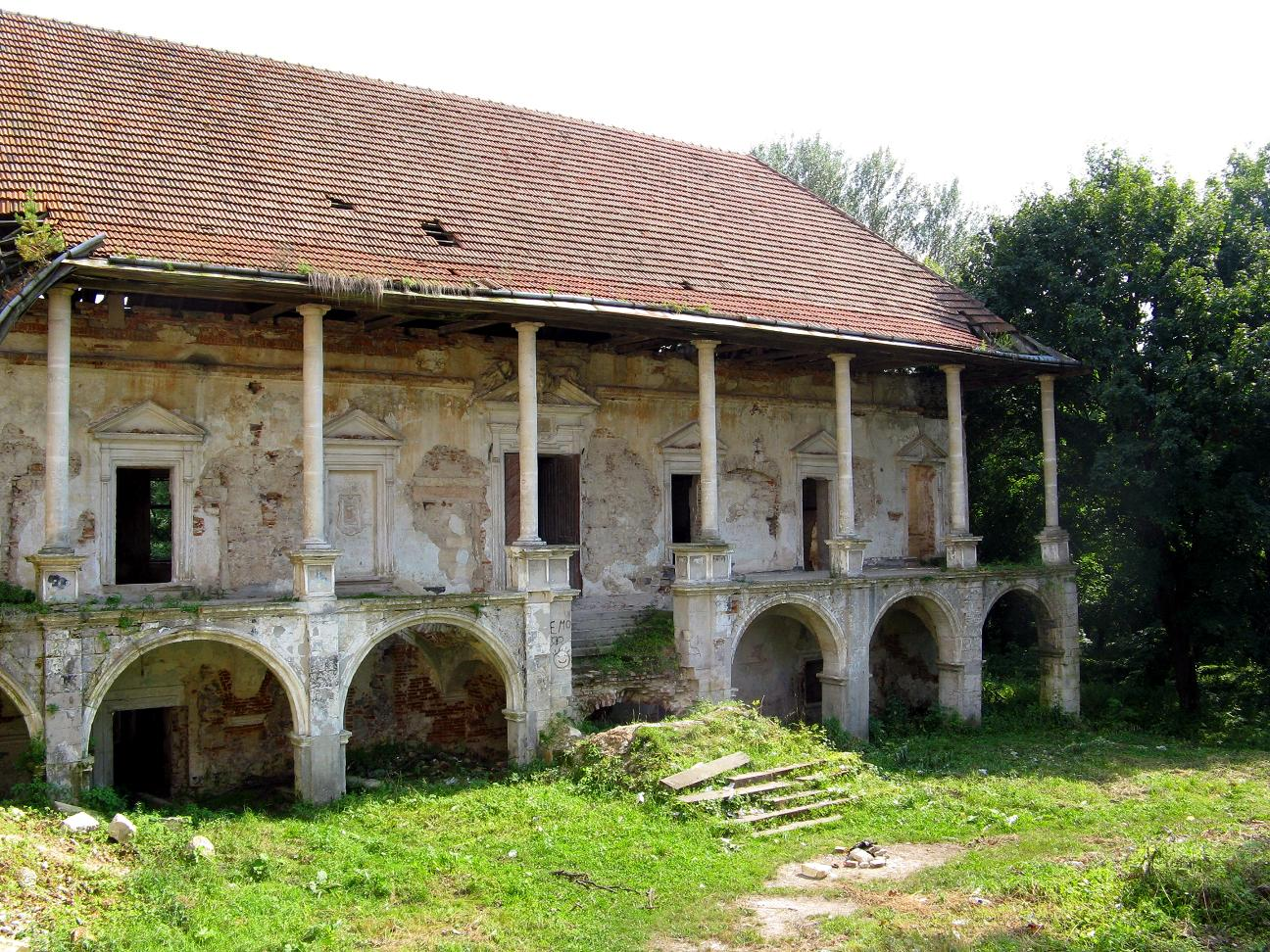
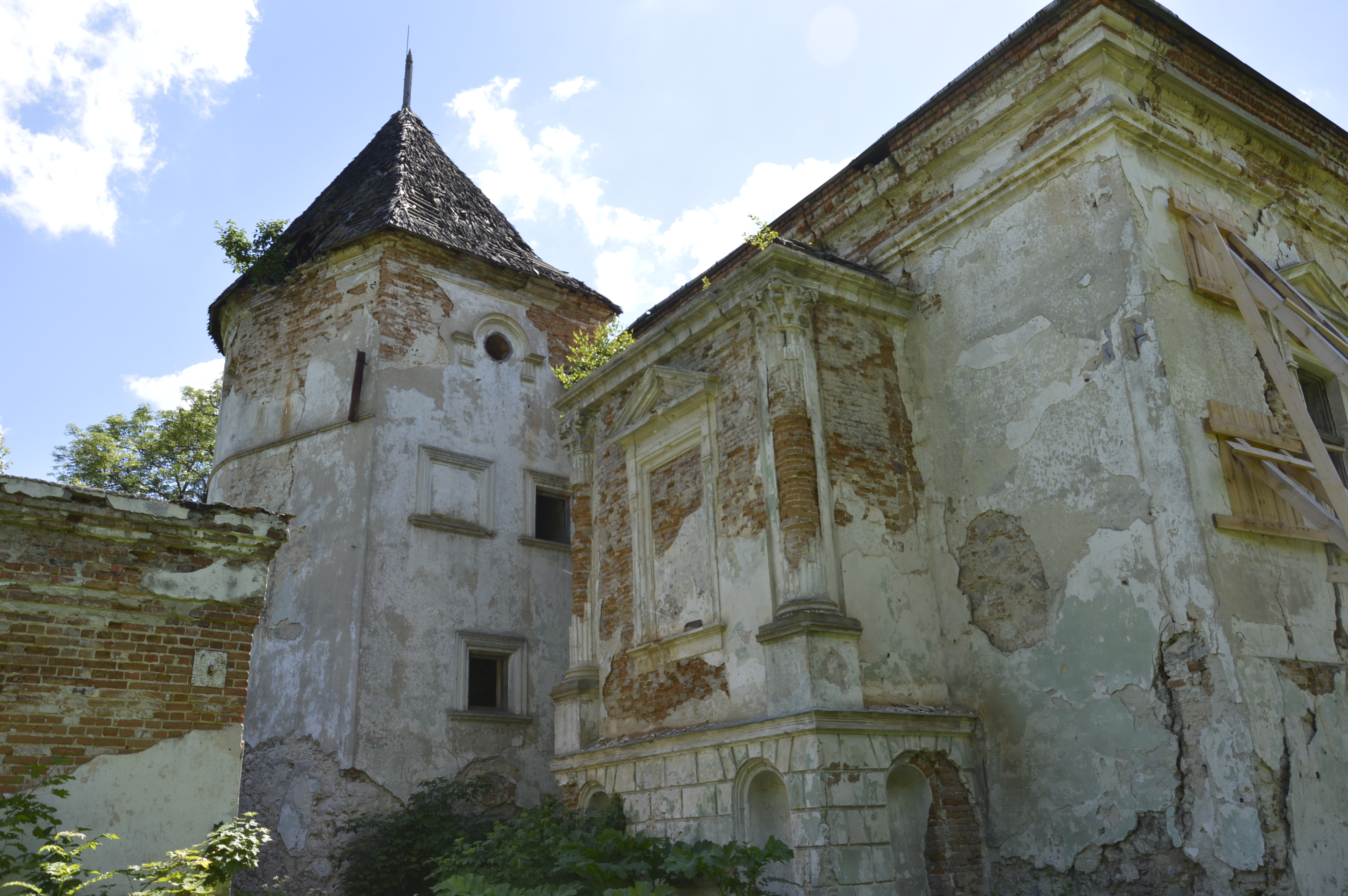
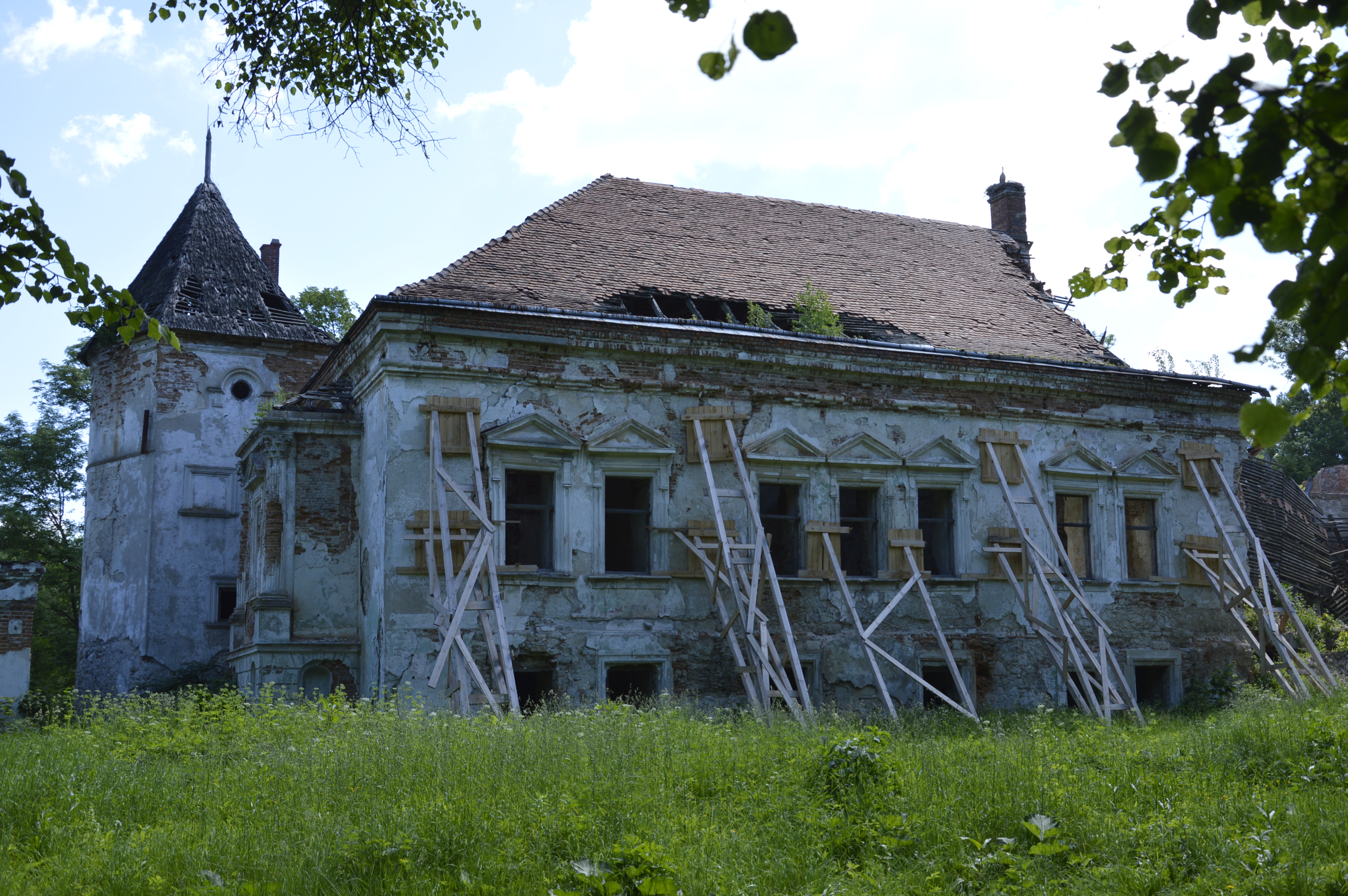